# Blanche (teservis)

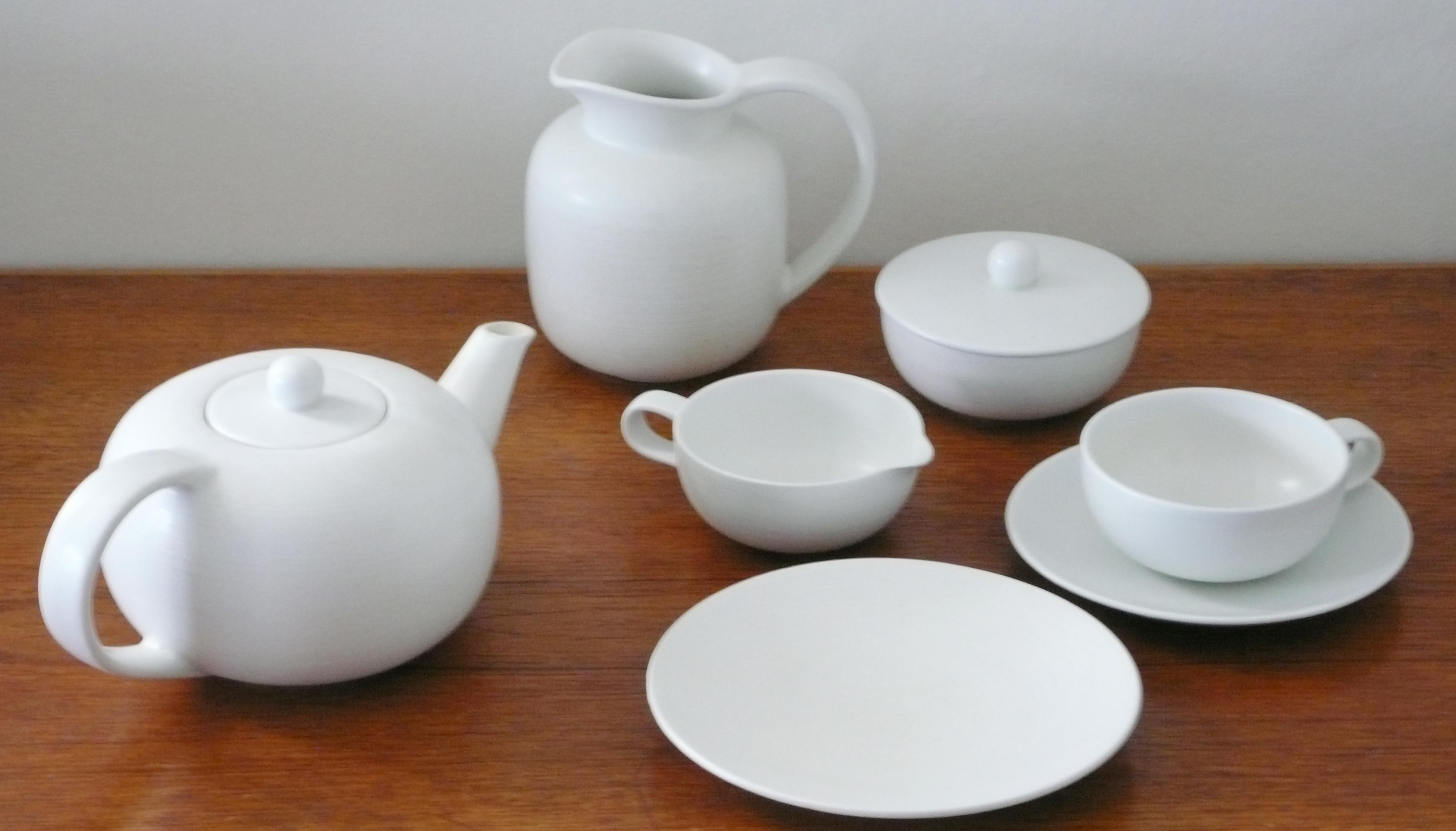
En uppsättningen av servisen Blanche. Serveringsfatet samt tallriken saknas på denna bild.

Blanche är en servis skapad av Gertrud Lönegren kring 1940 för Rörstrands porslinsfabrik. Servisen består av tekopp, tallrik, assiett, serveringsfat, tekanna, sockerskål, mjölksnipa samt en kanna för varmt vatten (man bryggde ofta starkt te på 1940-talet). Den vita glasyren är den vanligaste, men även en blå och en handdekorerad variant förekommer.